# 政治犯援助协会
政治犯援助协会（英語：Assistance Association for Political Prisoners）是一个非营利独立组织，由缅甸流亡政治犯成立。主要工作人员多为政治犯，主要目的是为缅甸政治犯（包括在押和已释放的）提供援助，并记录有关他们的新闻。
官方目标包括“收集政治犯和监狱状况的信息”、“向政治犯及其家属提供援助”，例如提供食品和药品，或提供经济帮助，使家属能够探访监狱里的亲人。

## 历史
2000年3月23日在泰国缅甸边境上的小镇湄索成立，当天是8888民主运动学生领袖敏哥奈被捕的纪念日。成立后，该组织一直由前政治犯管理，2012年在缅甸仰光开设了一个为政治犯设立的办公室和博物馆，2018年3月，在仰光又开设了更大的办公室和博物馆。

## 缅甸政治犯
由于《外汇管理法》和《叛国罪法》的任意滥用，缅甸的言论自由受到很大限制。
在国家和平与发展委员会统治时期，缅甸有2203名政治犯被关在监狱里，包括僧侣、学生、民选议员和律师等。许多人因为表达与政府不同的观点或者和平抗议而获罪，截至2018年6月，仍有245名政治犯在押。
民主活动家报告说，他们在监狱遭受了严重的酷刑，包括电击、强奸、严重殴打、单独监禁和用铁棍摩擦掉小腿上的肉。
2007年，政治犯援助协会报告缅甸监狱医院成为人類免疫缺乏病毒的扩散中心，因为监狱医院反复使用注射器和针头注射。
缅甸政治犯即使在释放后，仍然继续遭受迫害，军方恐吓和骚扰前政治犯，以防止他们参与政治运动。军政府还会将政治犯与社会隔离，如剥夺他们的经济和教育机会。
其他为政治犯争取权利的组织包括英国声援缅甸组织、人权观察、大赦国际等。